# Kurtlar Vadisi
Kurtlar Vadisi è un media franchise turco che tratta i problemi politici della Turchia, creata da Osman Sınav e scritta da Raci Şaşmaz.

## Spettacoli televisivi

### Kurtlar Vadisi (2003–2005)
Kurtlar Vadisi è una serie d'azione turca che ha debuttato su Show TV il 15 gennaio 2003, con lo slogan "Questa è una serie sulla mafia". È andato in onda su Kanal D nella sua ultima stagione e si è concluso con il suo finale nell'episodio 97 il 29 dicembre 2005. Si compone di 4 stagioni.

### Kurtlar Vadisi Terör (2007)
La serie televisiva Kurtlar Vadisi Terör, pubblicata nel 2007, si concentrava sugli atti terroristici in Turchia. La serie è stata sospesa da RTÜK dopo il suo secondo episodio, a causa delle critiche prima della sua messa in onda e delle accuse di aver ricevuto messaggi di reazione per impedirne la trasmissione.

### Kurtlar Vadisi Pusu (2007–2016)
La serie Kurtlar Vadisi Pusu, composta da 10 stagioni, è andata in onda per l'ultima volta e il suo 300º episodio è andato in onda il 16 giugno 2016, come finale di stagione. Successivamente, a causa del calo degli ascolti, non è riuscito a raggiungere un accordo con le reti televisive ed è stato sospeso.

## Film cinematografici

### Kurtlar Vadisi Irak (2006)
È un film turco del 2006 diretto da Serdar Akar.

### Muro: Nalet Olsun İçimdeki İnsan Sevgisine (2008)
Muro: Nalet Olsun İçimdeki İnsan Sevgisine è una commedia turca del 2008 diretta da Zübeyr Şaşmaz e interpretata da Mustafa Üstündağ e Şefik Onatoğlu. Il film, uscito in Turchia il 5 dicembre 2008, è diventato il terzo film turco con il maggior incasso del 2008.

### Kurtlar Vadisi Gladio (2009)
Il film è stato annunciato il 4 giugno 2009 e distribuito il 20 novembre 2009. È stato affermato che il contenuto del film si sarebbe concentrato su eventi che hanno interessato la storia recente della Turchia. È stato diretto da Sadullah Şentürk.

### Kurtlar Vadisi Filistin (2011)
Racconta la storia di un commando turco incaricato di eliminare il comandante israeliano Moshe Ben Eliezer, responsabile nel film del massacro durante l'abbordaggio della flottiglia verso Gaza. La sceneggiatura è stata scritta dal trio Raci Şaşmaz, Bahadır Özdener e Cüneyt Aysan. È stato prodotto da Raci Şaşmaz. È stato diretto da Zübeyr Şaşmaz. Il film è uscito in Turchia e in tutto il mondo il 28 gennaio 2011.

### Kurtlar Vadisi Vatan (2017)
Gli sceneggiatori del film erano Alper Erze, Necati Şaşmaz, Cahit Kayaoğlu e Murat Koca. Serdar Akar era il suo direttore. La produzione del film appartiene a Necati Şaşmaz. Il film, che ha richiesto circa 5 settimane per essere girato, è uscito il 29 settembre 2017.

## Personaggi
| Personaggio         | Film                       | Film                       | Film                        | Film                            | Film                                              | Film                         | Film                           | Film                        |
| Personaggio         | Kurtlar Vadisi (2003–2005) | Kurtlar Vadisi Irak (2006) | Kurtlar Vadisi Terör (2007) | Kurtlar Vadisi Pusu (2007–2016) | Muro: Nalet Olsun İçimdeki İnsan Sevgisine (2008) | Kurtlar Vadisi Gladio (2009) | Kurtlar Vadisi Filistin (2011) | Kurtlar Vadisi Vatan (2017) |
| ------------------- | -------------------------- | -------------------------- | --------------------------- | ------------------------------- | ------------------------------------------------- | ---------------------------- | ------------------------------ | --------------------------- |
| Polat Alemdar       | Necati Şaşmaz              | Necati Şaşmaz              | Necati Şaşmaz               | Necati Şaşmaz                   |                                                   |                              | Necati Şaşmaz                  | Necati Şaşmaz               |
| Memati Baş          | Gürkan Uygun               | Gürkan Uygun               | Gürkan Uygun                | Gürkan Uygun                    |                                                   |                              | Gürkan Uygun                   |                             |
| Abdülhey Çoban      | Kenan Çoban                | Kenan Çoban                | Kenan Çoban                 | Kenan Çoban                     |                                                   |                              | Kenan Çoban                    |                             |
| Erhan Ufuk          | Erhan Ufak                 | Erhan Ufak                 | Erhan Ufak                  | Erhan Ufak                      |                                                   |                              |                                | Erhan Ufak                  |
| Halil İbrahim Kapar | Sönmez Atasoy              |                            | Sönmez Atasoy               | Sönmez Atasoy                   |                                                   |                              |                                |                             |
| Cahit Kaya          |                            |                            |                             | Cahit Kayaoğlu                  |                                                   |                              |                                | Cahit Kayaoğlu              |
| Yasin               |                            |                            |                             | Ertuğrul Şakar                  |                                                   |                              |                                | Ertuğrul Şakar              |
| Ömer Candan         | Emin Olcay                 |                            | Emin Olcay                  | Emin Olcay                      |                                                   |                              |                                |                             |
| Nazife Candan       | Serpil Tamur               |                            | Serpil Tamur                | Serpil Tamur                    |                                                   |                              |                                |                             |
| Hikmet Altın        | Erdem Ergüney              |                            | Erdem Ergüney               | Erdem Ergüney                   |                                                   |                              |                                |                             |
| Eren Eylül          | Kerem Fırtına              |                            | Kerem Fırtına               | Kerem Fırtına                   |                                                   |                              |                                |                             |
| Nevzat Yakışırbey   | Nevzat Yakışırboy          |                            | Nevzat Yakışırboy           | Nevzat Yakışırboy               |                                                   |                              |                                |                             |
| Hasan Pürmüz        | Fatih Kaçan                |                            | Fatih Kaçan                 | Fatih Kaçan                     |                                                   |                              |                                |                             |
| Alper Özgenç        | Tarkan Tüzmen              |                            | Tarkan Tüzmen               | Tarkan Tüzmen                   |                                                   |                              |                                |                             |
| Safiye Karahanlı    | Begüm Kütük                |                            |                             | Gaye Gürsel                     |                                                   |                              |                                |                             |
| Nesrin Çakır        | İpek Tenolcay              |                            |                             | İpek Tenolcay                   |                                                   |                              |                                |                             |
| Pusat Çakır         | Sertan Karaağaç            |                            |                             | Görkem Sevindik                 |                                                   |                              |                                |                             |
| Selvi Çakır         | Büşra Ayaydın              |                            |                             | Pınar Tuncegil                  |                                                   |                              |                                |                             |
| Tilki Andrei        | Orhan Edip Ertürk          |                            |                             | Orhan Edip Ertürk               |                                                   |                              |                                |                             |
| İskender Büyük      |                            |                            |                             | Musa Uzunlar                    |                                                   | Musa Uzunlar                 |                                |                             |
| Murat               |                            |                            |                             | Mustafa Üstündağ                | Mustafa Üstündağ                                  |                              |                                |                             |
| Çetin               |                            |                            |                             | Şefik Onatoğlu                  | Şefik Onatoğlu                                    |                              |                                |                             |
| Yıldırım            |                            |                            |                             | Eray Türk                       | Eray Türk                                         |                              |                                |                             |
| Tuncay Kantarcı     | Osman Wöber                |                            |                             | Osman Wöber                     |                                                   |                              |                                |                             |
| Edward              | Alpay Özdoğancı            |                            |                             | Alpay Özdoğancı                 |                                                   |                              |                                |                             |
| Professeur          | Mauro Martino              |                            |                             | Mauro Martino                   |                                                   |                              |                                |                             |
| Amon                | Andy García                |                            |                             | Andy García                     |                                                   |                              |                                |                             |